# Xanthia rubrago
Xanthia rubrago là một loài bướm đêm trong họ Noctuidae.